# Publicidad envolvente

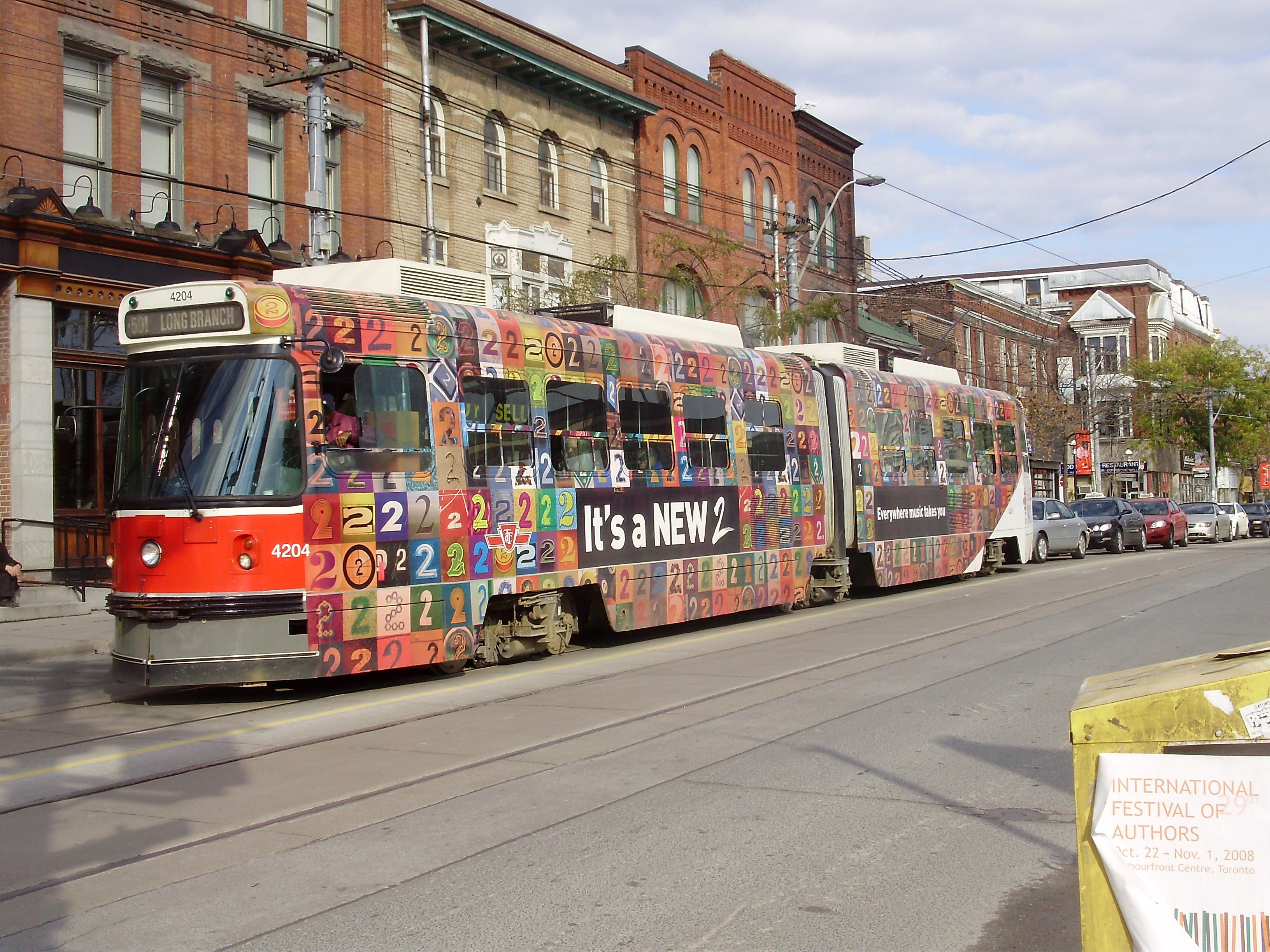
Un tranvía en Toronto que lleva una publicidad envolvente provisional CBC Radio 2.

La publicidad envolvente es conocida como la práctica de marketing de envolver parcial o completamente un vehículo con un material de vinilo, lo que puede consistir en un cambio de color, publicidad o en un diseño hecho por encargo. El resultado de este proceso es esencialmente una valla móvil que se muestra a los viandantes conforme circula el vehículo. La publicidad envolvente puede conseguirse pintando la superficie exterior de un vehículo, pero en el siglo XXI cada vez es más común la práctica de usar hojas de vinilo grandes como calcomanías. Las hojas de vinilo pueden ser retiradas posteriormente con relativa facilidad, reduciendo drásticamente los costes asociados con el cambio de anuncios. Mientras que los vehículos con superficies grandes y planas (como autobuses y el transportes ferroviario ligero) son utilizados habitualmente, los automóviles también pueden servir como soporte para la publicidad envolvente a pesar de constar de superficies más curvas.  La publicidad envolvente también se utiliza en el negocio de las revistas e industrias editoriales.

## Historia
Hasta la edad del automóvil, las compañías de tren eran la industria más grande para pintar los nombres de las compañías y sus logotipos para su distinción en sus locomotoras y automotores.
Los primeros intentos en utilizar el plástico en aplicaciones comerciales falló a causa de ser demasiado frágil. En 1926, Waldo Semon inventó el vinilo que todavía se usa hoy mediante la introducción de aditivos al PVC lo que lo hizo flexible y más fácil de procesar.
El primer autobús del mundo totalmente cubierto fue producido en 1991 por Contra Visión en Nueva Zelanda para la Pan Pacific Hotel. El autobús fue convertido en una valla móvil que todavía permitía a los pasajeros ver el exterior. El cristal estaba cubierto con gráficos traslúcidos (gráficos de ventana de visión en una sola dirección) utilizando un film claro de ventana de PET que fue parcialmente serigrafiado y parcialmente pintado con espray. En la carrocería fue directamente pintado con espray.

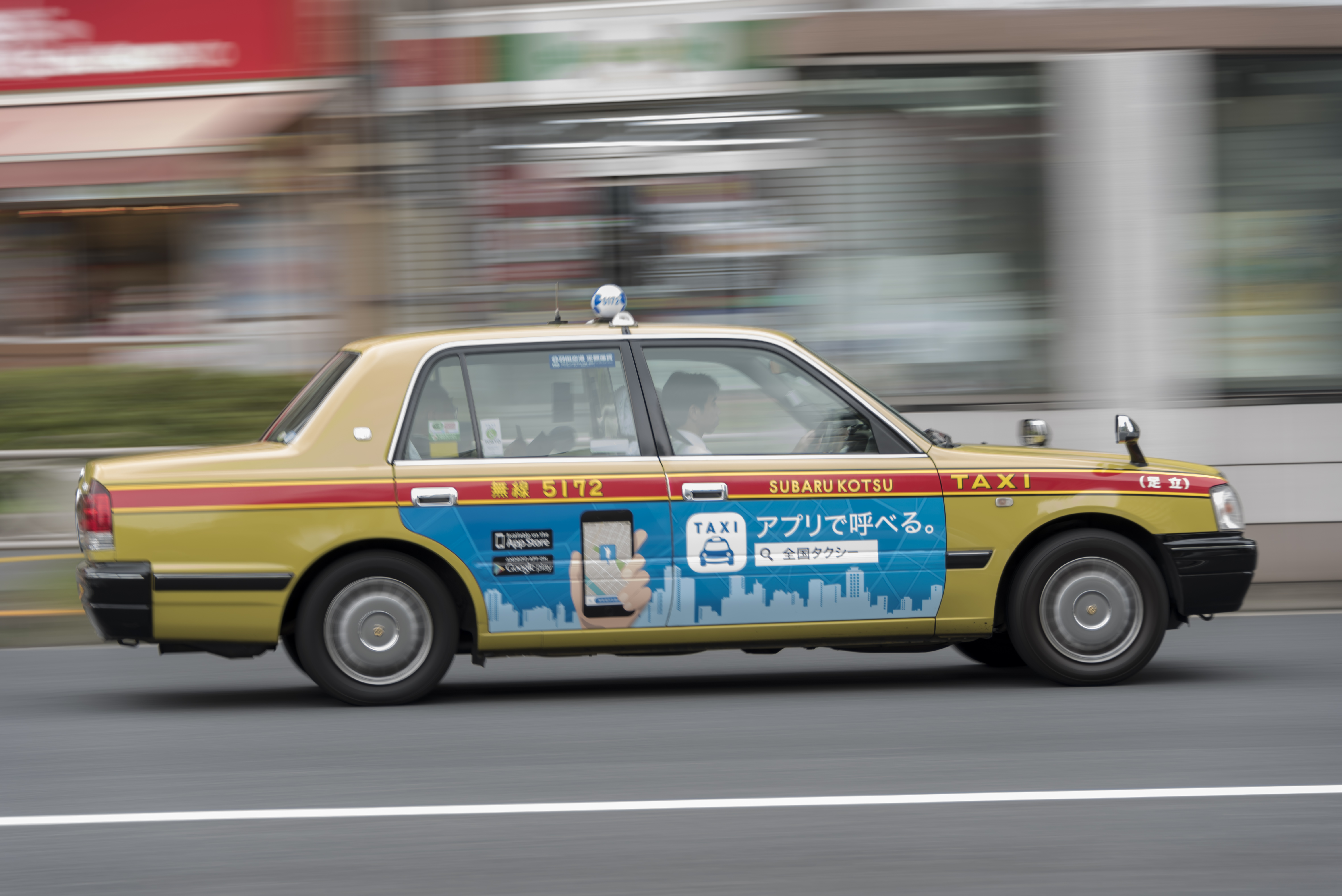
Taxi en Japón

Un hito grande en el cambio de pequeña producción de vinilo a un completo cambio de color en vehículos tuvo lugar en Alemania en 1993 cuando al fabricante de vinilo Kay Premium Marking Films (KPMF) se le pidió producir una película para ser utilizada en lugar de pintura con objeto de convertir coches en taxis. En este tiempo, las compañías de taxi alemanas fueron requeridas por ley para pintar sus flotas en un color dictado por el gobierno, el beige. KMPF proporcionó una alternativa a la pintura, la cual permitió a las compañías de taxi transformar grandes flotas de vehículos de conformidad con la ley alemana manteniendo mientras tanto el valor de reventa futura del vehículo. Con anterioridad a este momento, los taxis que se dejaban de usar sufrían importantes descuentos o tenían que ser completamente repintados. Con el uso de envoltorios de vinilo no había ninguna necesidad de repintarlos o bajarlos de precio cuando el vinilo podría ser retirado sin averiar la pintura inferior. KPMF informó que después de 3 años de servicio del taxi, el vinilo era retirado dejando una inmaculada superficie de pintura sin arañazos.

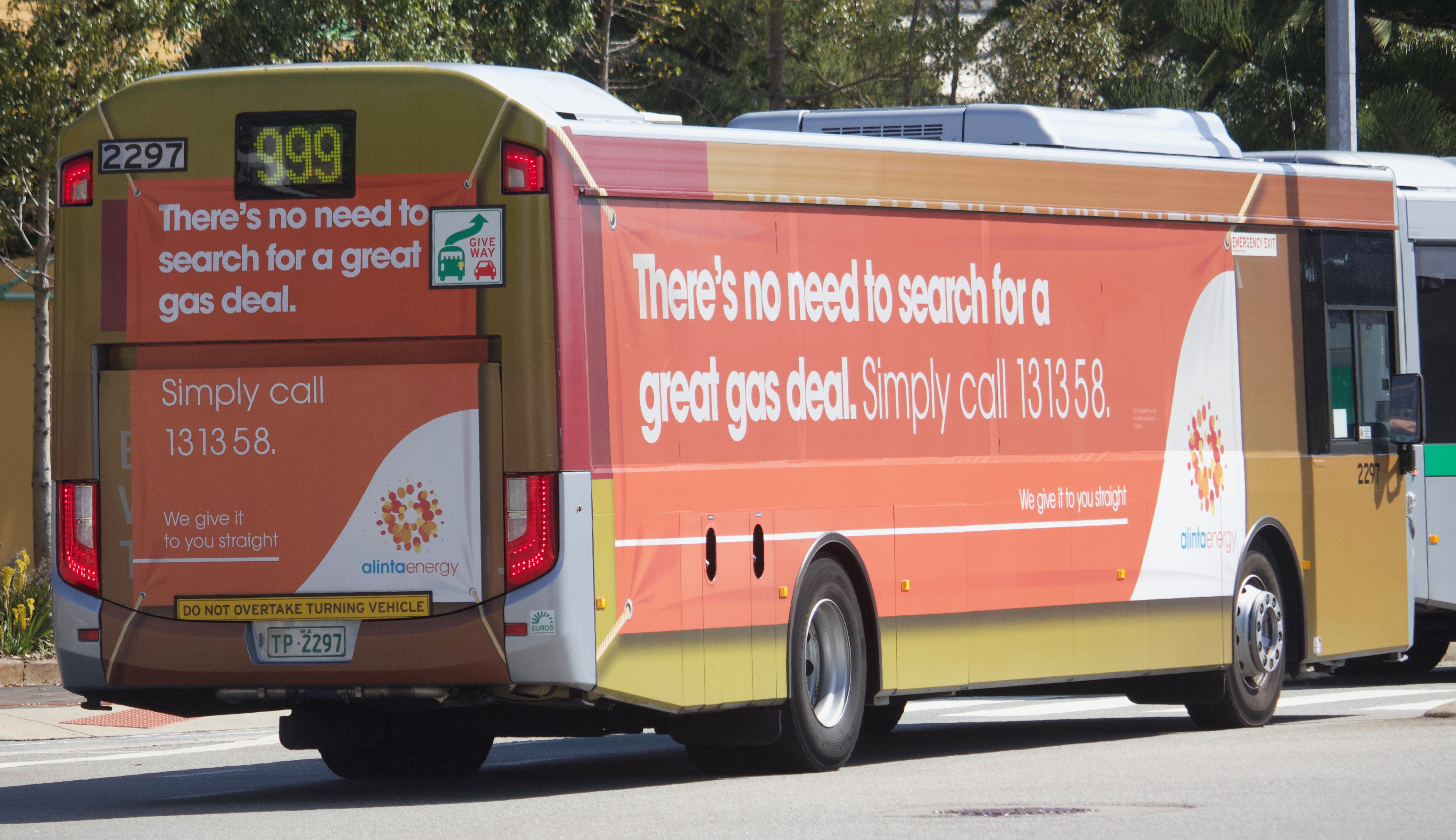
Publicidad envolvente en un Transperth Volvo B7RLE en Perth

El primer vehículo digitalmente imprimido y cubierto del primer mundo se piensa que fue creado para Pepsi Co en 1993, la cual utilizó vinilo para envolver un autobús que promocionaba su producto Cristal Pepsi. No tardó mucho en que la forma nueva de publicidad de vehículos llegó a los consumidores y a los negocios más pequeños. No obstante, envolver vehículos enteros todavía era un reto. La mayoría de las dificultades provenían de las burbujas de aire bajo el vinilo y de la adhesión prematura. Cuando la tecnología mejoró, algunas compañías como Avery Dennison, 3M y Oracal desarrollaron el uso de canales de aire que hicieron que el vinilo fuera reposicionable permitiendo una instalación libre de burbujas. Los canales de aire, creados utilizando cuentas de cristal microscópicas incorporadas al vinilo adhesivo, le impedían pegarse plenamente a la superficie inferior permitiendo el flujo de aire entre las secciones adyacentes. Además, estas cuentas permiten que el vinilo sea repetidamente retirado y reemplazado hasta que estas están rotas por presionar firmemente el vinilo utilizando una pequeña y rígida escobilla. Una vez las cuentas están rotas el vinilo  quedará firmemente adherido a la superficie inferior. Las mezclas de polímero en el vinilo de la compañía propietaria permiten al material adaptarse a las curvas compuestas, huecos y ondulaciones mediante el uso de pistolas de calor y linternas.

## Galería

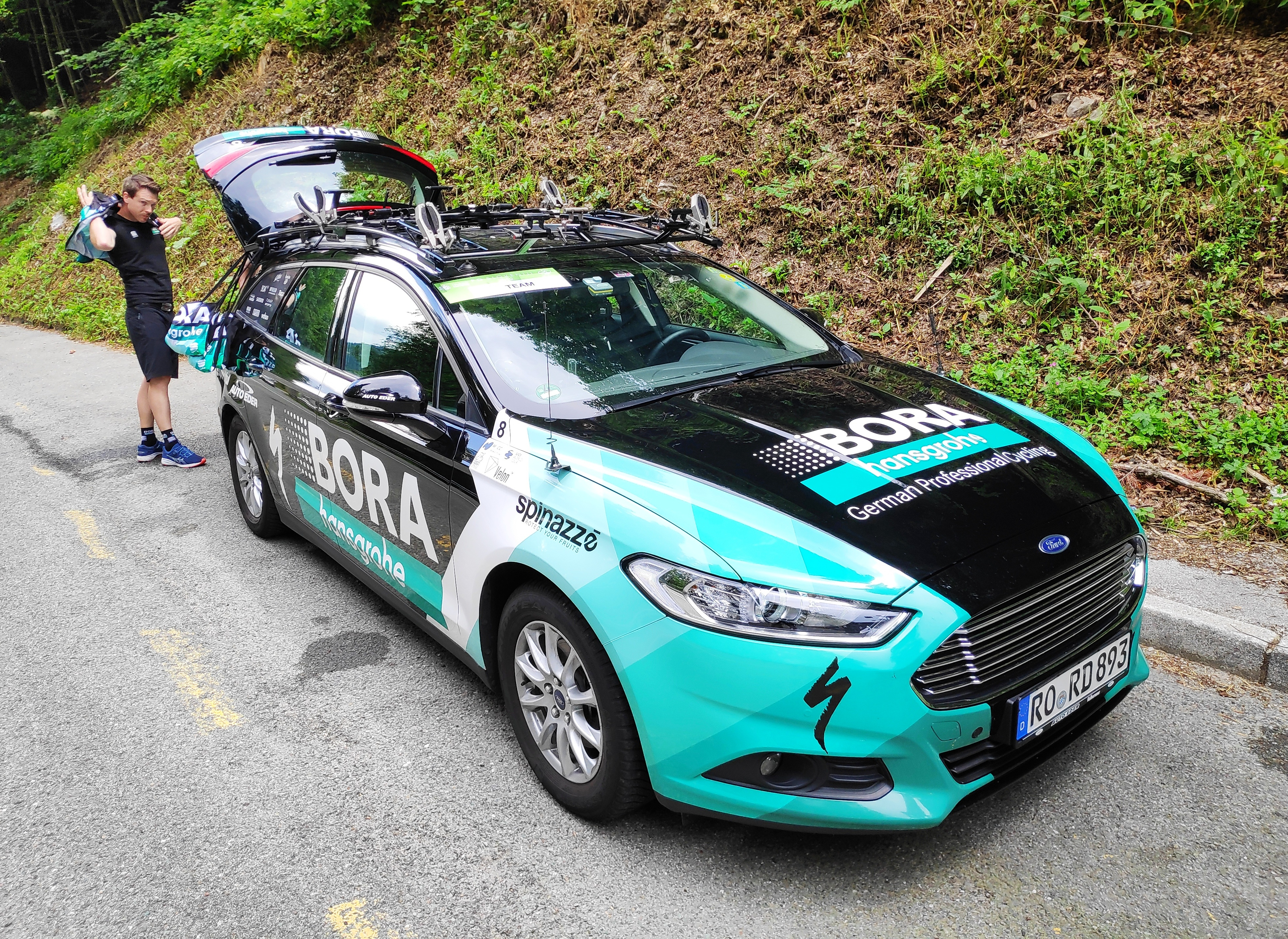
Coche de apoyo del equipo ciclista Bora-Hansgrohe.jpg
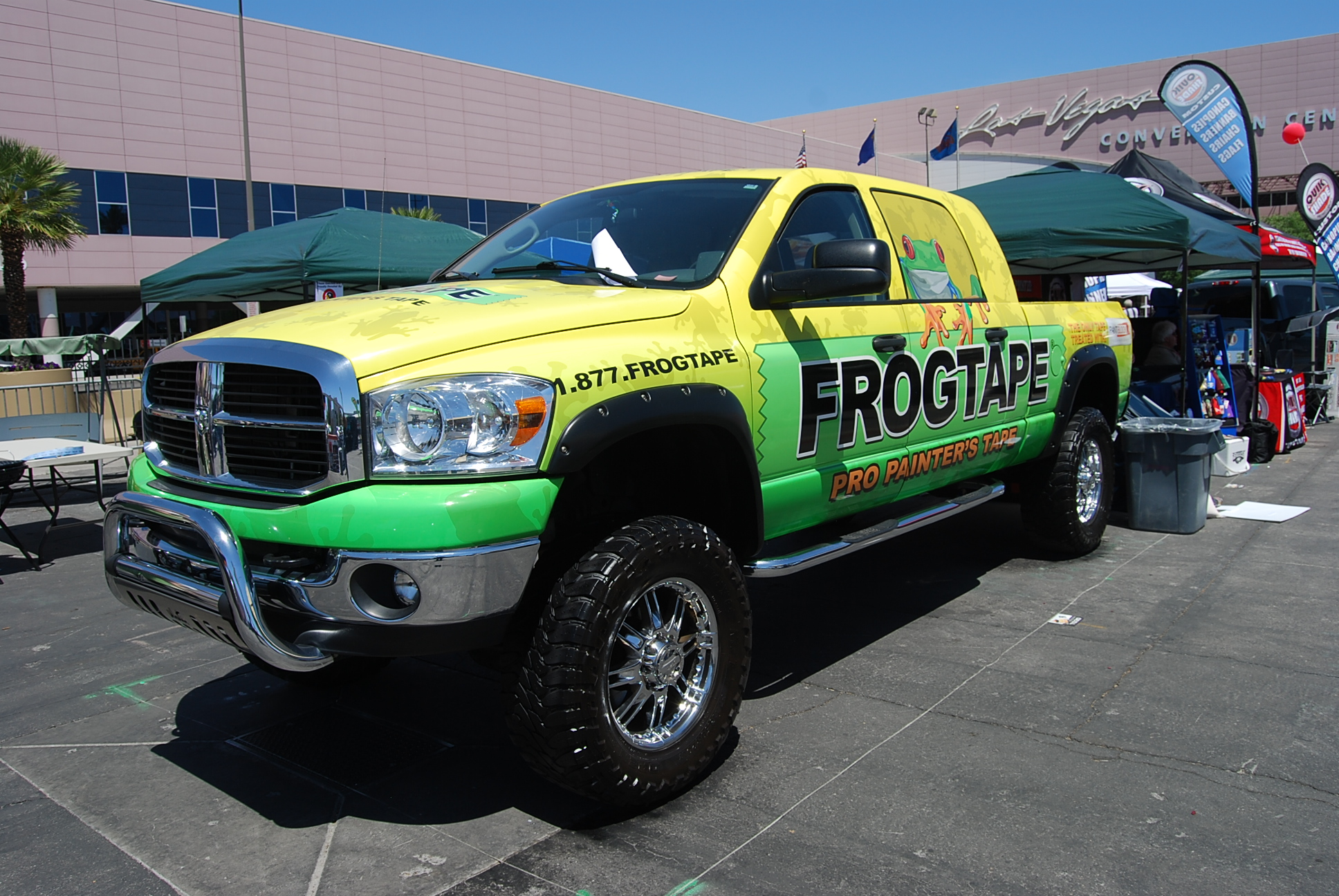
Pick up con publicidad de Frogtape
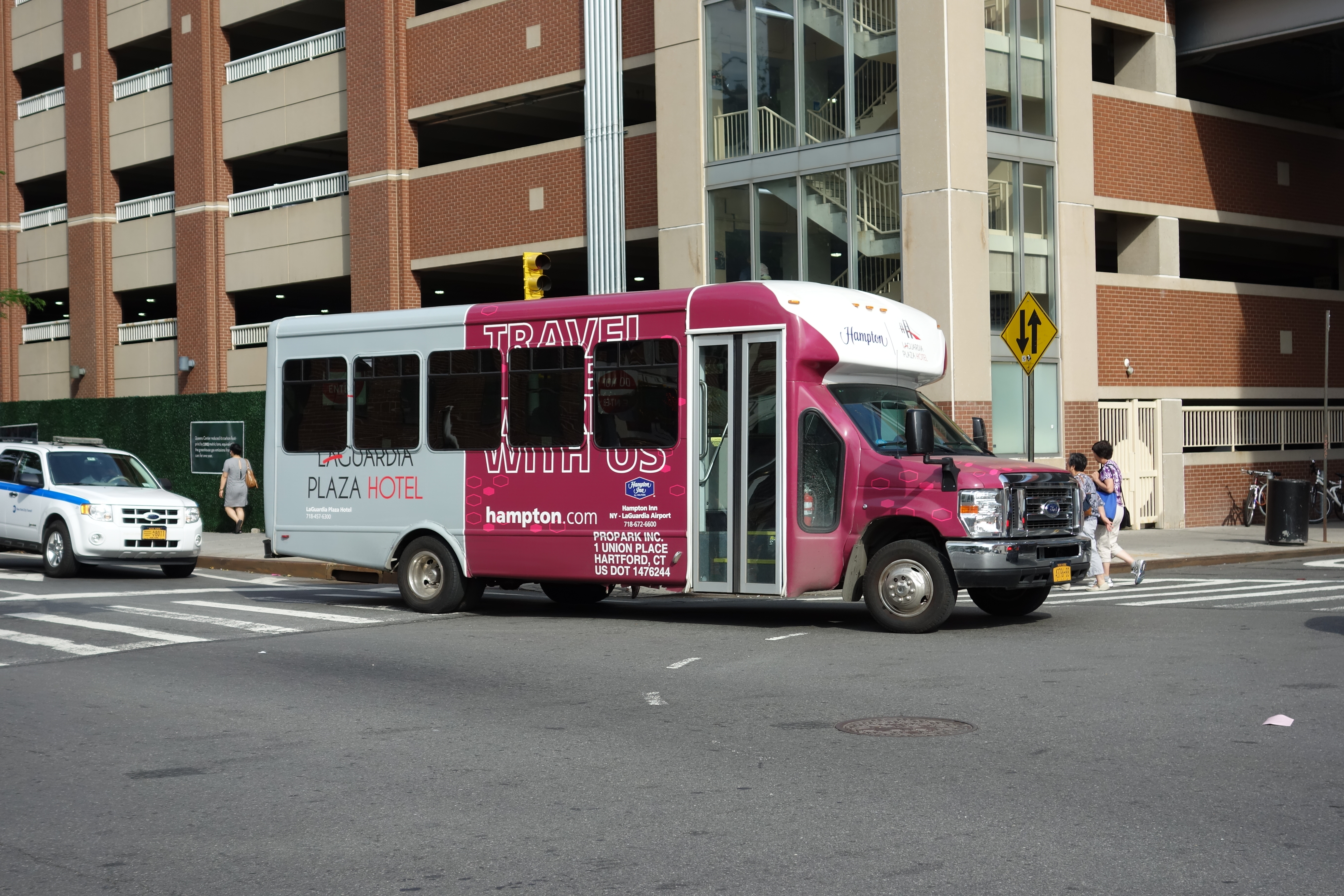
Minibús lanzadera de un hotel en Queens
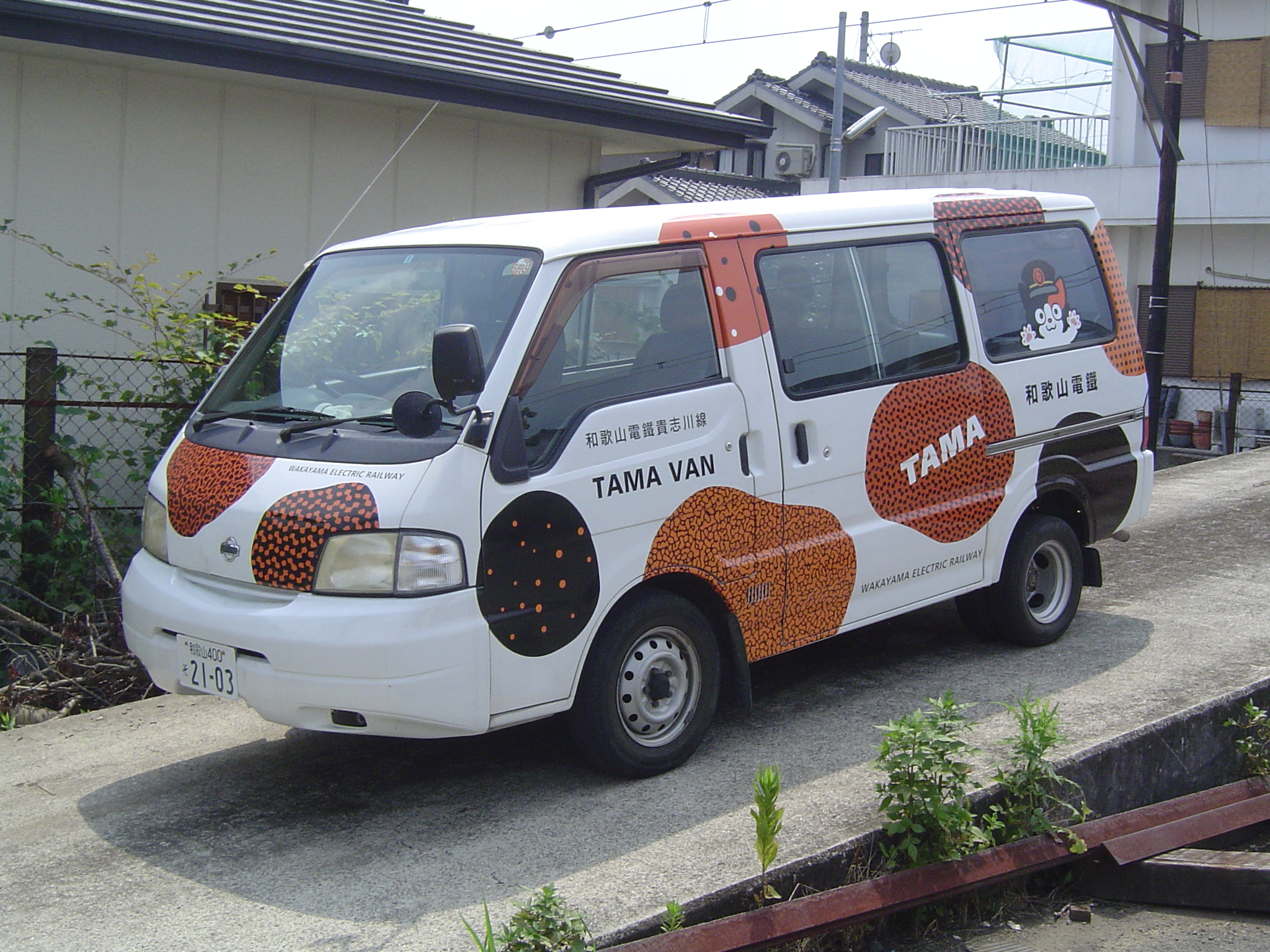
Furgoneta en Japón
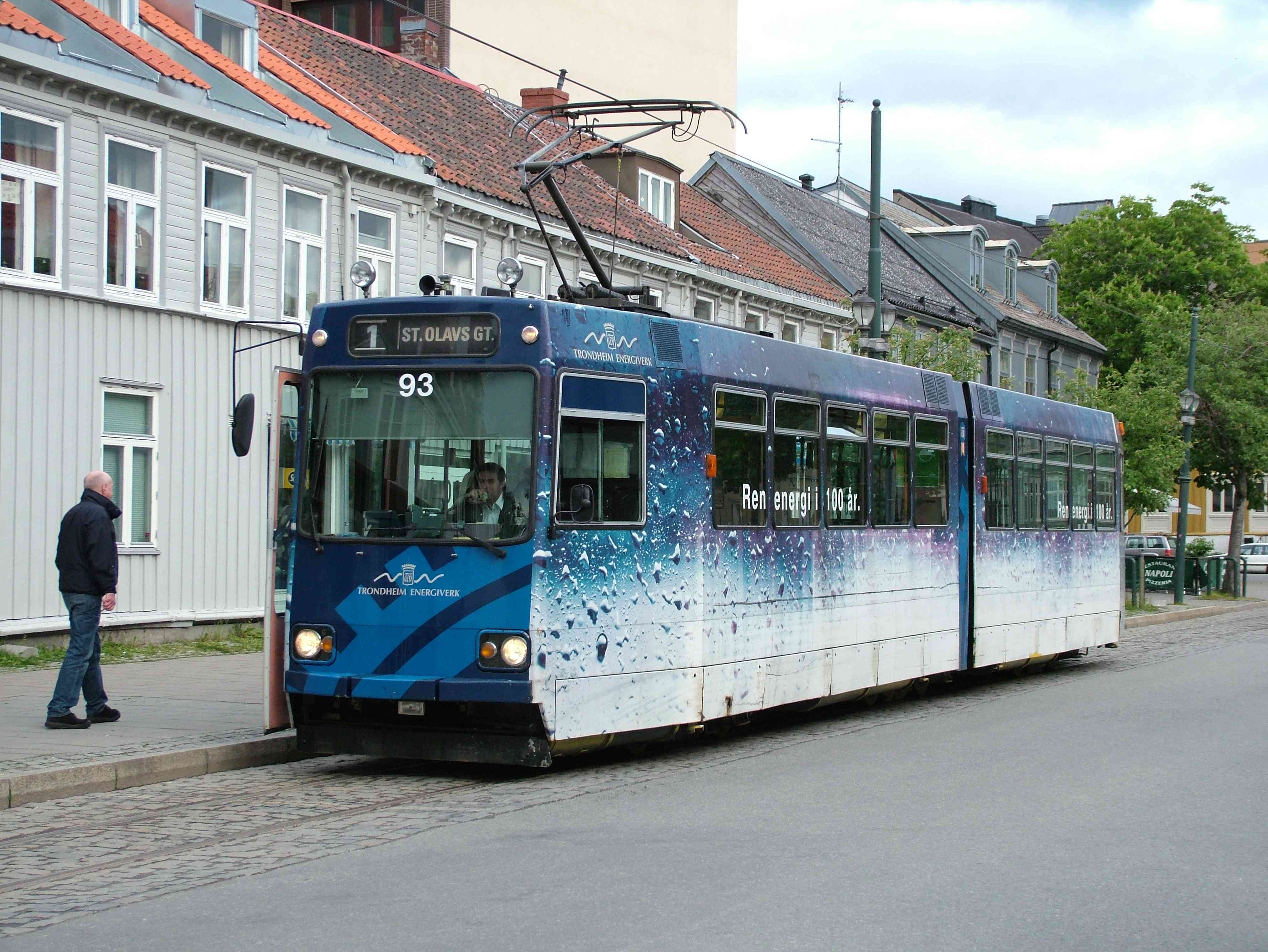
Tranvía en Trondheim, Noruega
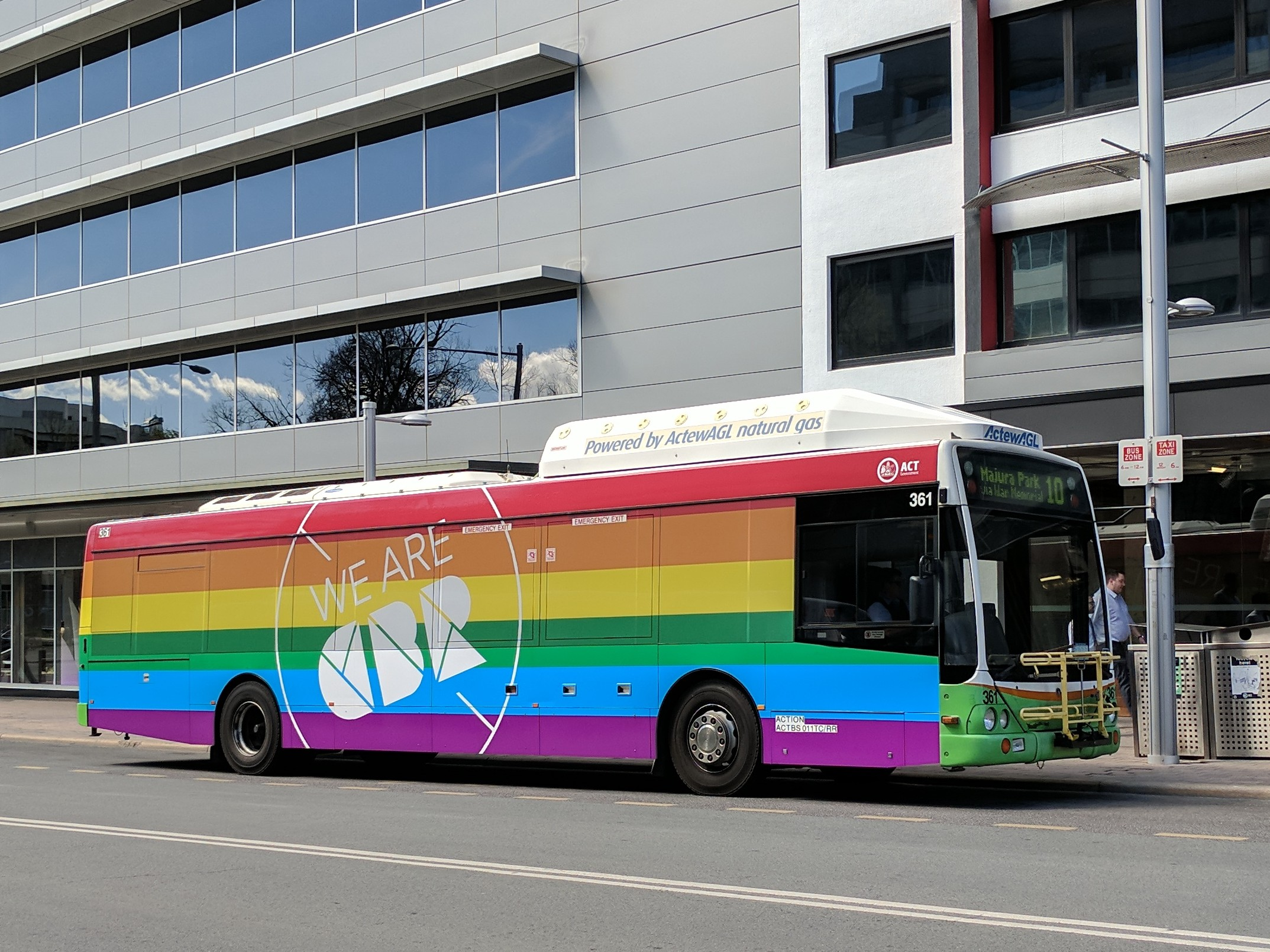
Autobús con la bandera arcoiris en Canberra, Australia
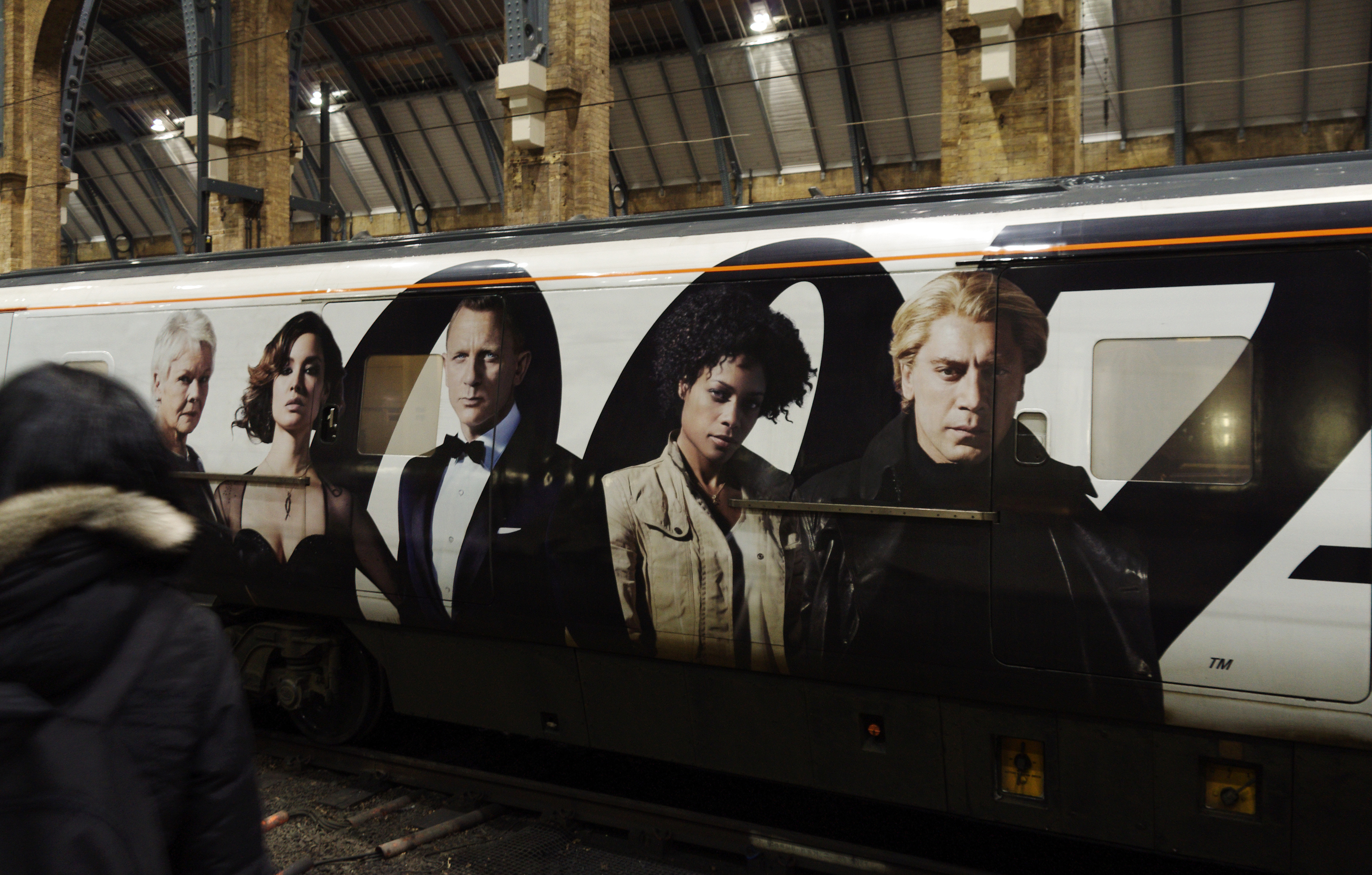
Promoción de la película de James Bond en un tren en Londres
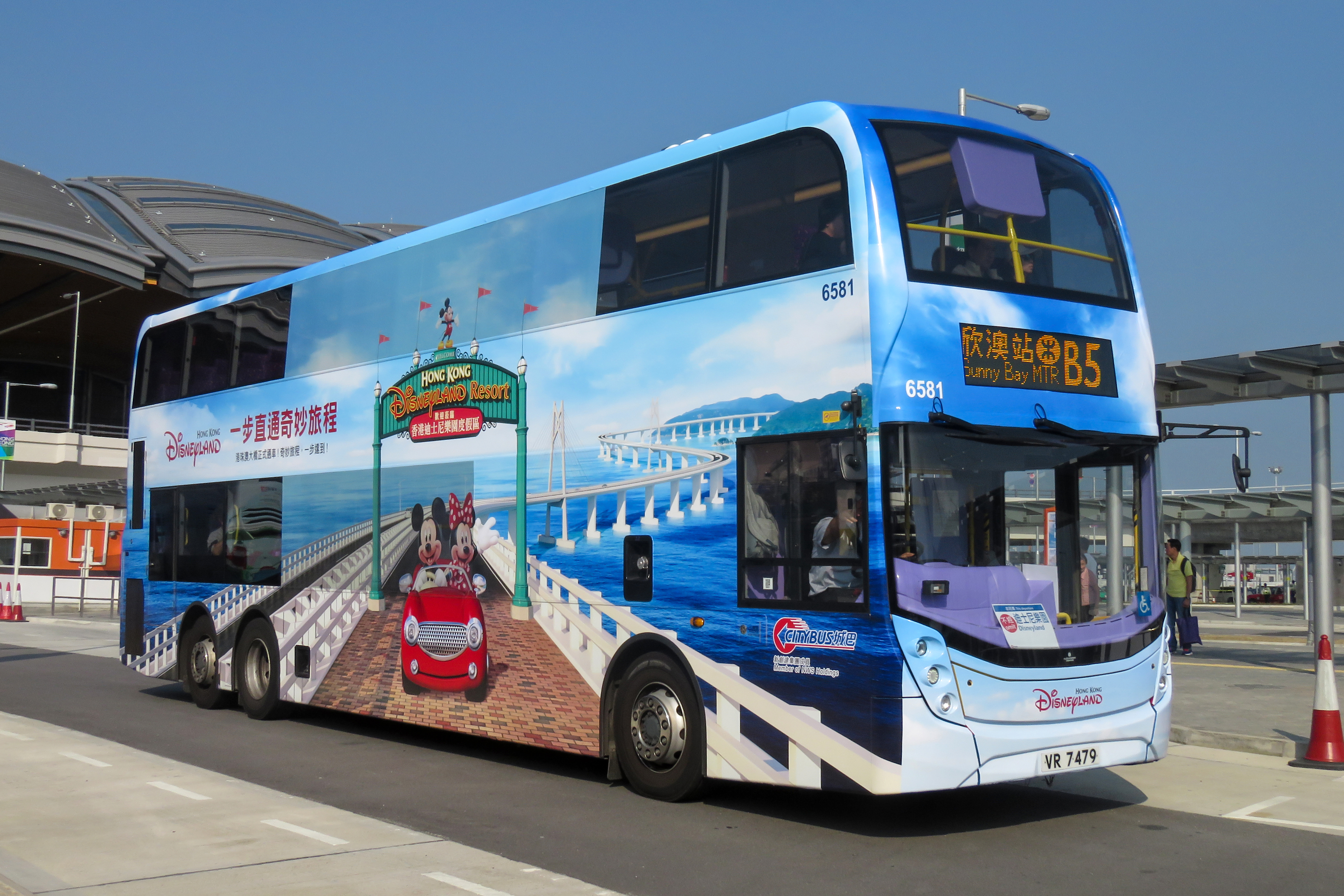
Publicidad de Disneyland en un autobús en Hong Kong
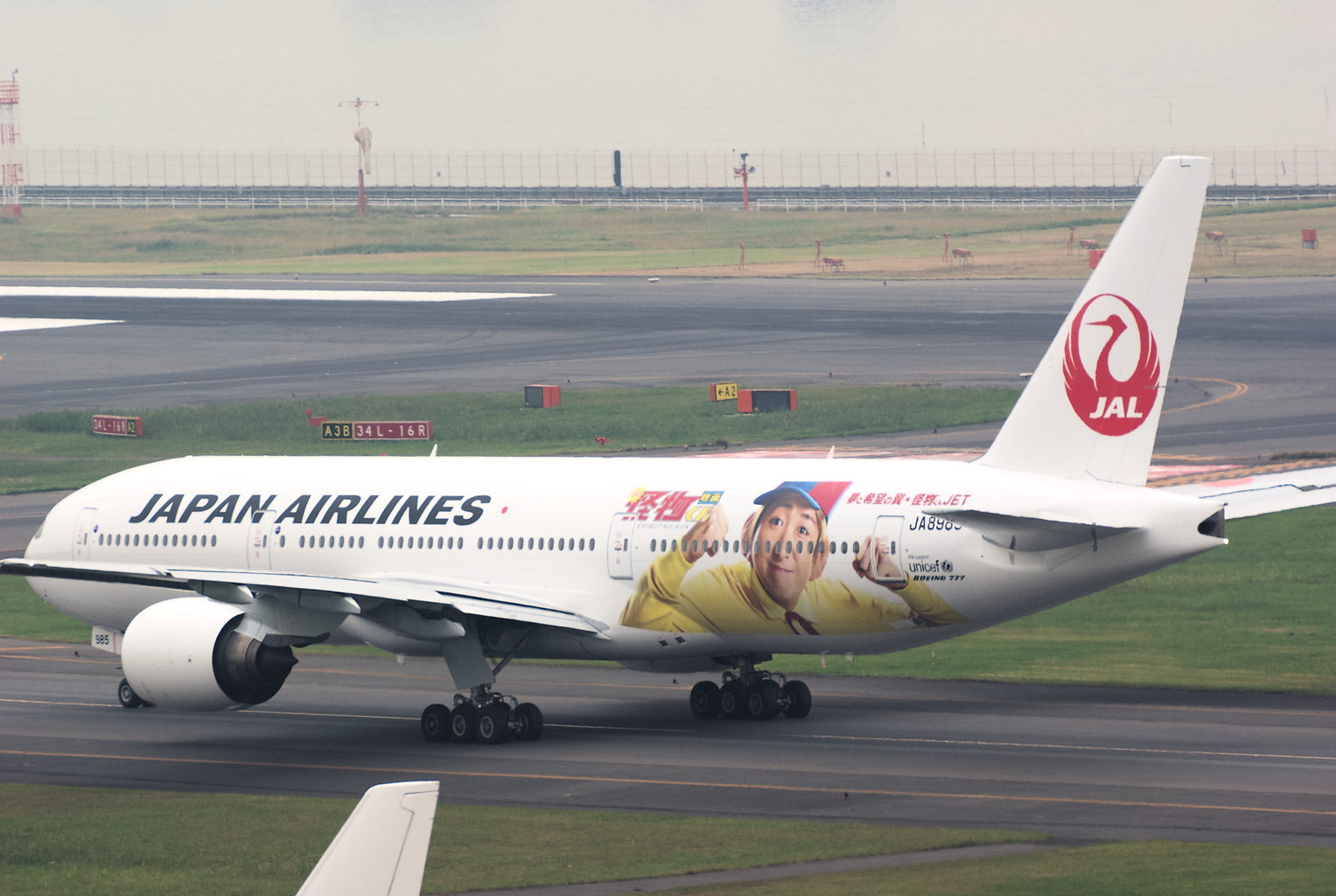
Publicidad en un avión de Japan Airlines